# Partido das Regiões
O Partido das Regiões (ucraniano: Партія регіонів; russo: Партия регионов) foi um partido político russófono da Ucrânia, criado em 26 de outubro de 1997 antes das eleições parlamentares de 1998 com o nome de Partido da Renovação Regional da Ucrânia e sob a liderança de Volodymyr Rybak. O partido contém diferentes grupos políticos com ideologias diferentes. A base eleitoral e financeira do Partido das Regiões se situa no leste e sudeste da Ucrânia, onde goza de grande apoio popular. No Oblast de Donetsk, o partido afirma ter mais de 700.000 filiados. Em todo o país, teria um milhão de filiados. O partido foi apoiado por pessoas com mais de 45 anos de idade. O seu último líder foi o ex primeiro-ministro da Ucrânia Mykola Azarov.
O partido foi reformado no final de 2001, quando se uniu a diversas outras legendas. Segundo a liderança do partido em 2002, o número de filiados subiu de 30.000 para 500.000 desde sua criação em 1997 até o final de 2001. O partido defende e luta pelos interesses dos russos da Ucrânia. O partido apoiou o presidente Leonid Kuchma e fez parte da coalizão Por uma Ucrânia unida durante as eleições parlamentares de 2002. Em 2004, o então primeiro ministro Viktor Yanukovych, nomeado ao cargo por Kuchma, foi o candidato do Partido das Regiões na eleição presidencial. No primeiro turno, Yanukovych obteve 39,3% dos votos contra 39,7% de Viktor Yushchenko. No segundo turno, Yanukovych foi declarado o vencedor do pleito. No entanto, a legitimidade da eleição foi questionada por ucranianos, organismos internacionais e governos estrangeiros após acusações de fraude eleitoral. Manifestações conhecidas como a Revolução Laranja levaram à anulação do segundo turno das eleições pela Suprema Corte da Ucrânia e, após uma segunda votação, Yanukovych obteve 44,2% contra 51,9% de Yushchenko. Entre 2005 e 2010, o Partido das Regiões liderou a oposição à presidência de Yushchenko e seus primeiros-ministros.
Em 2009, Yanukovych anunciou que concorreria à presidência novamente pelo Partido das Regiões. Ele obteve 35,8% dos votos contra 24,7% de Yulia Tymoshenko no primeiro turno. Yanukovych foi eleito no segundo turno com 48,95% dos votos contra 45,47% de Tymoshenko. Nas eleições parlamentares de 2012, o Partido das Regiões obteve 185 dos 445 assentos do Parlamento ucraniano. Em 12 de dezembro de 2012, formou uma coalizão parlamentar de 210 deputados.
Desde a revolução ucraniana de fevereiro de 2014 , o partido não competiu nas eleições e os membros se dispersaram lentamente; a última eleição em que o partido participou foi a eleição parlamentar ucraniana de 2012  Os ex-membros do partido mais conhecidos são o ex -primeiro-ministro Mykola Azarov e o ex- presidente da Ucrânia Viktor Yanukovych ;  ambos fugiram para a Rússia em fevereiro de 2014 após o Euromaidan.

## Resultados eleitorais

### Eleições presidenciais
| Data | Candidato apoiado | 1ª Volta   | 1ª Volta   | 2ª Volta   | 2ª Volta   |
| Data | Candidato apoiado | Votos      | %          | Votos      | %          |
| ---- | ----------------- | ---------- | ---------- | ---------- | ---------- |
| 1999 | Leonid Kutchma    | 9 598 672  | 38,0 (1.º) | 15 870 722 | 57,7 (1.º) |
| 2004 | Viktor Yanukovych | 11 008 731 | 39,3 (2.º) | 12 848 528 | 44,2 (2.º) |
| 2010 | Viktor Yanukovych | 8 686 642  | 35,3 (1.º) | 12 481 266 | 49,0 (1.º) |
| 2014 | Mykhailo Dobkin   | 546 138    | 3,0 (6.º)  |            |            |

### Eleições legislativas
| Data | Votos          | %              | +/-            | Deputados      | +/-            | Status            | Aliança                |
| ---- | -------------- | -------------- | -------------- | -------------- | -------------- | ----------------- | ---------------------- |
| 1998 | 241 262        | 0,9 (19.º)     |                | 2 / 450        |                | Apoio parlamentar |                        |
| 2002 | 3 051 056      | 12,2 (3.º)     | 11,3           | 101 / 450      | 99             | Governo           | Por uma Ucrânia Unida! |
| 2006 | 8 148 745      | 32,1 (1.º)     | 19,9           | 186 / 450      | 85             | Governo           |                        |
| 2007 | 8 013 895      | 34,4 (1.º)     | 2,3            | 175 / 450      | 11             | Oposição          |                        |
| 2012 | 6 116 815      | 30,0 (1.º)     | 4,4            | 185 / 450      | 10             | Governo           |                        |
| 2014 | Não participou | Não participou | Não participou | Não participou | Não participou | Não participou    | Não participou         |